# Jardim Fernando Pessa
Jardim Fernando Pessa é um jardim de Lisboa, cujo nome é uma homenagem a Fernando Pessa, jornalista português. Situa-se na Avenida de Roma, na freguesia do Areeiro.

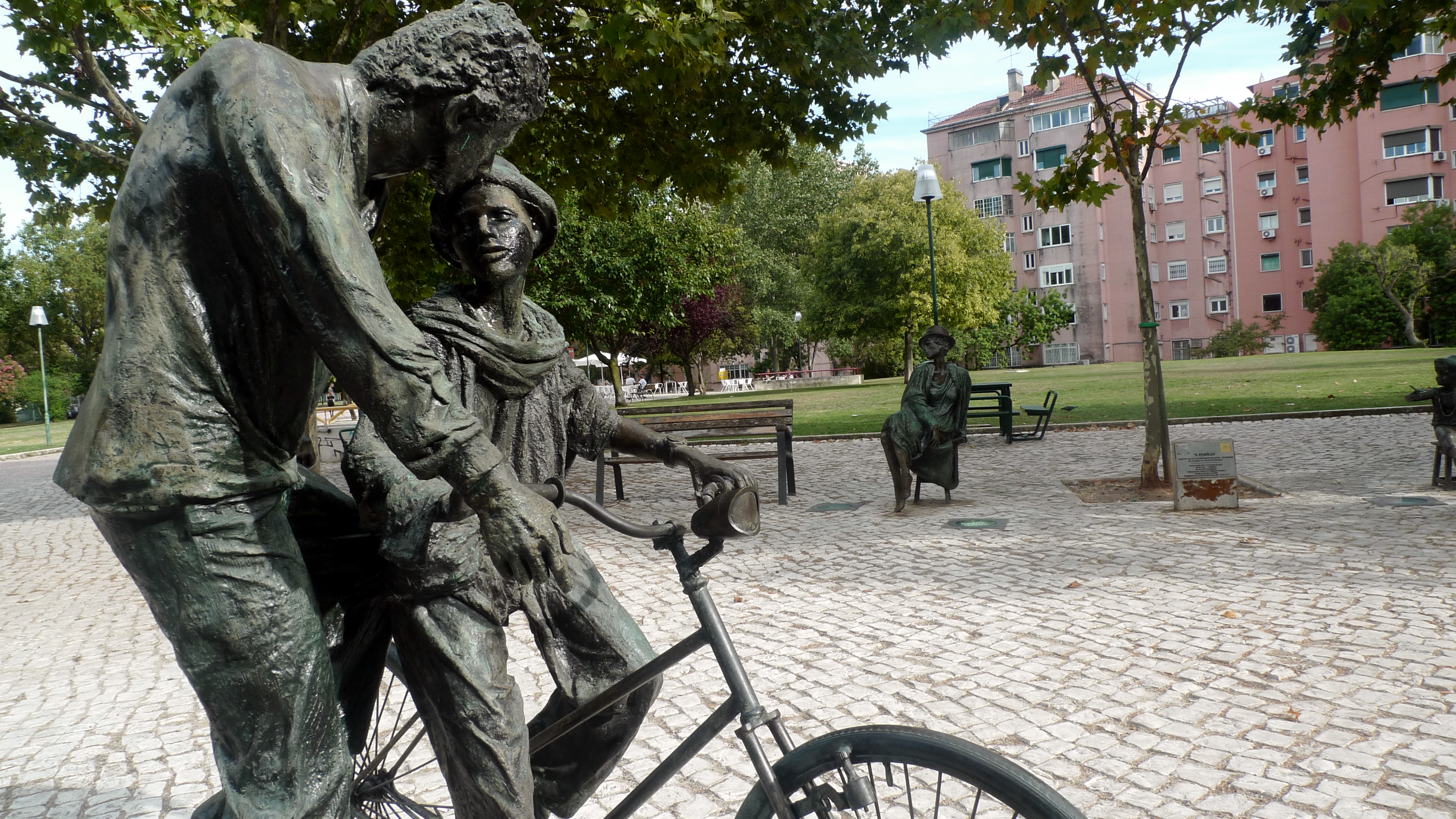
Escultura no jardim Fernando Pessa

Localiza-se junto ao Fórum Lisboa, perto da Avenida de Roma. Aqui era o local onde Fernando Pessa costumava dar passeios e andar de bicicleta.